# Barabits Elemér
Barabits Elemér (Miskolc, 1921. március 4. – Sopron, 2003. június 2.) erdőmérnök, növénynemesítő, díszfatermesztő.

## Életpályája
Barabits Fülöp okleveles kertész, Miskolc város kertészeti főfelügyelője, és Wehofer Mária gyermekeként született. Tanulmányait a miskolci Fráter György katolikus gimnáziumban végezte, ahol 1939-ban érettségizett, majd a Magyar Királyi József Nádor Műszaki Egyetem erdőmérnöki karán szerzett oklevelet. Nejétől, Koch Edit pedagógustól három gyermekük: Elemér (1946–), Miklós és Edit született.
1944-től 1949-ig a Miskolci Erdőgazdaság erdőgondnoka majd a Szombathelyi Erdőgazdaság erdőművelési vezetője volt. 1955-ben az Erdészeti Tudományos intézet külső munkatársaként a Tudományos Akadémia megbízása alapján a hazai erdészeti arborétumok (Ivánc, Himfa, Budafa, Forrasztókő, Agostyán, Jeli Arborétum) felújításán dolgozott. A hatalmas erdőtelepítési és felújítási feladatok nagy mennyiségű fenyőcsemete nevelésével jártak, ezért kezdett el növénynemesítéssel foglalkozni, elsősorban külföldi fafajok honosításával, arborétumok fejlesztésével, új fafajták és azok változatainak kialakításával foglalkozott. Munkájának első nagy sikerét az 1955-ben szelektált Oregoni hamisciprus gömb alakú változatával (Chamaecyparis lawsoniana Globussal) érte el, amely valamennyi hamisciprus közül a legkeresettebb lett.
Munkája sikereit látva 1953–1957 között az Országos Erdészeti Egyesület (OEE) titkárának is megválasztották.
1957-ben forradalmi tevékenysége miatt, koholt vádak alapján börtönbe vetették, csak 1959-ben tudott újra elhelyezkedni. 1959-től 1963-ig a Zalaegerszegi Erdőgazdaság műszaki csoportvezetője, 1963-tól 1973-ig pedig a Soproni Erdészeti és Faipari Egyetem tudományos főmunkatársa lett, itt is doktorált 1970-ben. Majd már mint az egyetemi botanikus kert vezetője felújította és ki is bővítette azt.
Nyugdíjbavonulását követően a soproni Lővérekben megalapította díszfaiskoláját, dísznövény nemesítőként saját fajtagyűjteményt hozva létre. Vállalkozóként kastélyparkok, parkerdők tervezését, fejlesztését végezte, többek között a Bábolnai Mezőgazdasági Kombinát arborétuma; a nagycenki Széchenyi-kastélypark rekonstrukciója is az ő munkája volt.

## Munkássága
Munkássága során több mint 500 új fenyőfajtát nemesített és sok örökzöld szelektálását végezte el, melyek a fenyőkhöz hasonlóan nagy sikert arattak. A nemesítéssel kapcsolatban több mint 40 tanulmányt is írt. Szakmai elismerését bizonyítja az 1965-ös Dortmundi Világkiállítás elismerő oklevele, 1987 és 1990-ben pedig a holland kiállításon szerzett ezüstérme. 1995-ben pedig elsőként ő kapta meg a hazai kertészeti nemesítők részére alapított Magyar Gyula Nemesítői Nagydíjat, majd 1997-ben az Újhelyi Imre-emlékérmet és 2002-ben a Fleischmann Rudolf-díjat is.
Sopronban érte a halál 2003. június 2-án.